# Joseph Bodin de Boismortier
Joseph Bodin de Boismortier (Thionville, 1689. december 23. – Roissy-en-Brie, 1755. október 28.) francia barokk zeneszerző. Az első komponisták egyike, aki önálló kiadói jogokat szerzett és saját műveinek publikálásával jelentős vagyonra tett szert.

## Élete

### Családja, származása
Édesapja, Étienne Bodin (1652–1730), aki ragadványnévként kapta a Boismortier nevet, régi katonai család sarja volt, nagyapja, Michel révén, aki a régi Berry és Touraine tartományok határvidékéről származott. Katonáskodásáról annyit tudunk, hogy előbb Laval (Mayenne) városában szolgált, majd belépett Soisons helyőrségének ezredébe, amely Thionville-ben volt elszállásolva. Itt aztán felmentést kapott a katonai szolgálat alól, mivel 1687. április 7-én feleségül vette szerelmét, Lucie Gravet-t (1665–1736). Később, édességkereskedőként vált a családi hagyomány örökösévé, Metzben, a Szent István-katedrális (Cathédrale Saint-Étienne de Metz) tőszomszédságában.

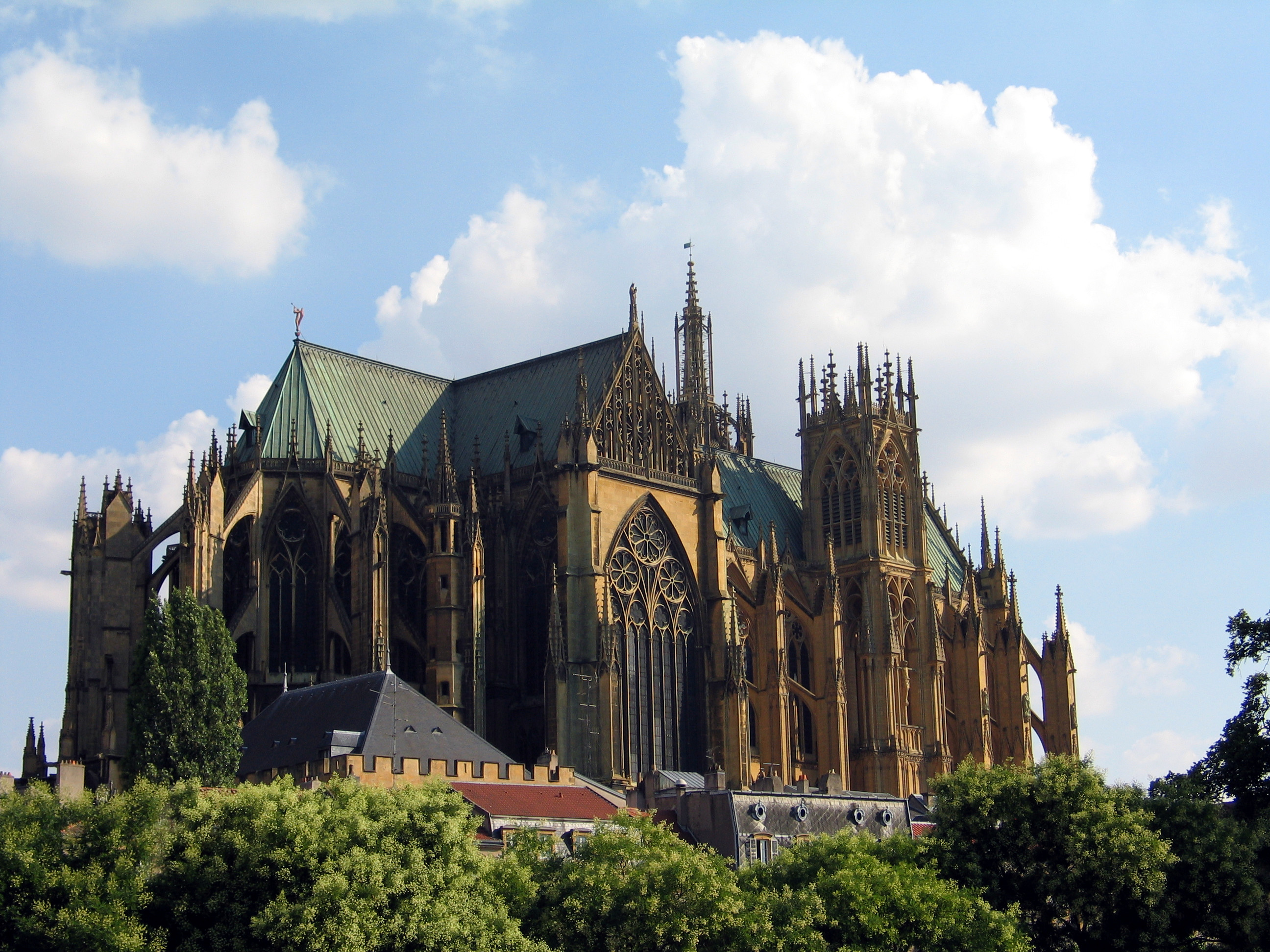
Cathédrale Saint-Étienne de Metz

1688. március 24-én, Thionville-ben látta meg a napvilágot első gyermekük, Marie. (Varrónő lett, majd 1720. április 8-án feleségül ment egy gombkereskedőhöz, a 35 éves Jean Bouchotte-hoz. Fiuk, Jean-Didier előbb a rendkívüli hadi kiadások pénztárnoka, majd a parlamenti tisztviselők pénzügyeinek intézője lett. Neki is több gyermeke volt, akik közül kétségtelenül Jean-Baptiste Noël Bouchotte vált a leghíresebbé: ő volt a Konvent idejének kiváló hadügyminisztere, 1793–1794-ben.)
Joseph, a későbbi zeneszerző, 1689. december 23-án született. Szintén Thionville-ben tartották keresztvíz alá 1691. november 18-án húgát, Catherine-t, végül 1700. szeptember 29-én anyakönyvezték Metzben a kis Marie-Thérèse halálát. És hogy teljessé tegyük ezt a családi portrét, egy levél – melyet Boismortier írt a Szépművészeti Akadémia intendánsához – tanúskodik egy bizonyos festő, Pierre Etienne létezéséről, akiről azt is lehet tudni, hogy belépett a metzi családi vállalkozásba, 1719. március 28-án.
Boismortier sorsa minden bizonnyal apja mesterségének folytatása lett volna, de tehetsége folytán rá egy egészen más jövő várt...

### Tanulóévei
Egészen a legutóbbi időkig sűrű köd fedte ezt az időszakot. Figyelemmel arra, hogy a kamasznak neves tanítómestere lehetett, feltételezték, hogy Joseph Bodint Henry Desmarest tanította, aki az idő tájt (1707 óta) lorraine-i száműzetésben volt. Erről sajnos semmit nem tudni. Az viszont bizonyos, hogy 1702-ben a bátyjával részleteket énekeltek Joseph Valette de Montigny Parce mihi Domine című motettájából, a metzi Saint-Gorgon templomban. Az említett zeneszerző Béziers-ből származott és Jean-Baptiste Louis Picon, Andrezel tartomány vikomtjának, a Nagy Trónörökös (le Grand Dauphin) tanácsadójának idejében érkezett Lorraine-be, majd Elzász intendánsának nevezték ki, 1701-ben. E két személyiség fontos szerepet játszott Boismortier pályájának alakulásában. Nincs kétség afelől, hogy a fiatal zeneszerző első darabjait Lorraine-ben komponálta. Hogy kibújjon a rá váró édességkereskedői sors alól, 1713-ban önkéntes száműzetésbe vonult Katalóniába. Perpignanba mint a Királyi Dohány Monopóliumnak a Roussillon tartományi csapatokhoz delegált megbízottja érkezett. Egy ilyen cím megvásárlása az atyai támogatásnál komolyabb pénzügyi segítséget sejtet...

### Perpignan

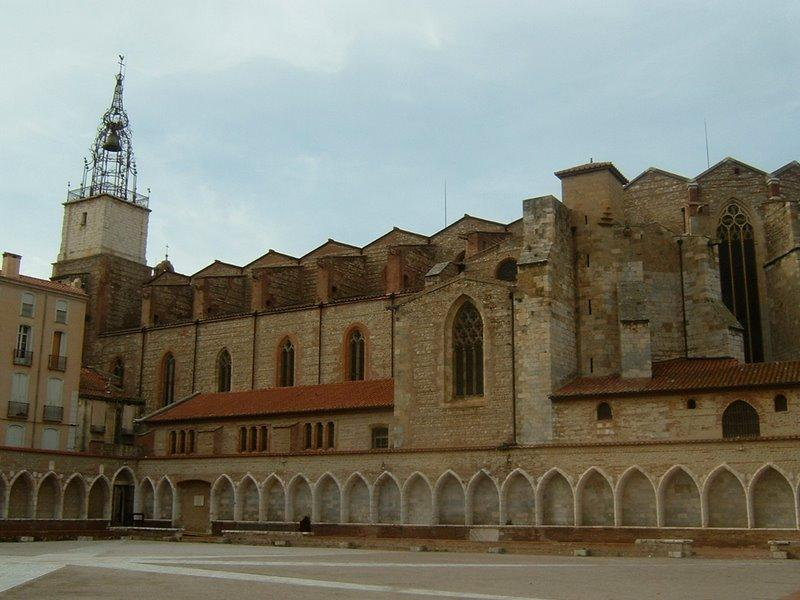
Cathédrale Saint-Jean-Baptiste de Perpignan

Perpignan Saint-Jean negyedében, a Saint-Jean-Baptiste katedrálisban Boismortier feleségül vette tanítómestere, Montigny unokahúgát, egy szépen meggazdagodott aranyműves lányát, Marie Valette-et, 1720. november 20-án. Családi rezidenciájukat az Argenterie Vella 7. alatt rendezte be, abban a házban, amelyet nem sokkal azelőtt örökölt, apósának 1722. március 18-i halála után. Szintén a birtokába került egy «két ayminatte és három cartonatte nagyságú szőlőskert a vernet-i területen»...
Ugyanezen év november 15-én látta meg a napvilágot a zeneszerző első leánya, Suzanne, aki az irodalom terén volt olyan nagyszerű, mint apja a zenében. Andrezel vikomtja követte Boismortier-t és Montignyt az ősi katalán fővárosba, hogy ellássa az intendánsi teendőket Roussillon, Cerdagne és a Foix-i grófság felett. Latba vetette befolyását, és 1721-től kezdődően a párizsi Cristophe Ballard kiadóhoz küldte Boismortier-t az első komoly szerzeményével, hogy belekóstoljon a piaci lehetőségekbe. A remélt siker ösztönözte arra a zeneszerzőt, hogy otthagyja hivatalát és a kalandot válassza. Elhagyta Perpignant és 1723 telén Párizs felé vette útját. Rövid időre megállt a château de Sceaux-ban, Maine hercegnőjénél (Louise-Bénédicte de Bourbon-Condé), hogy átadja neki francia kantátáját, a Le Printemps-t (A Tavasz). Jóllehet, az akkori udvari mulatságok (Grandes Nuits de Sceaux) fénye már kihunyt, de az 1703-ban a hercegné által alapított lovagrend (Ordre de la Mouche à Miel) sok jeles muzsikust adott, köztük Nicolas Bernier-t, Jean-Joseph Mouret-t vagy Charles Hubert Gervais-t.

### Párizs

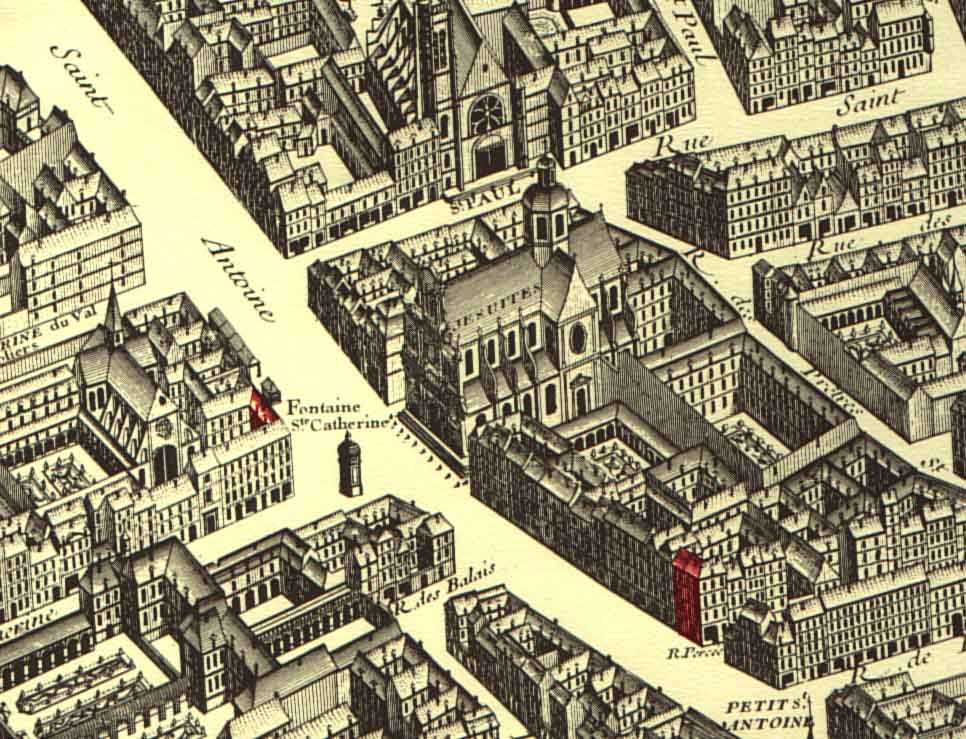
A Saint-Antoine negyed látképe, Michel-Étienne Turgot térképének részlete, 1739

Párizsban a Saint-Antoine utcában telepedett le, a Grands Jésuites (Saint-Paul-Saint-Louis) templom közelében. Abban a negyedben, ahová felesége a férje halála után is visszatért, itt is temették el. Boismortier 1724. február 29-én megszerezte első kiadói privilégiumát, amely lehetővé tette, hogy négy kötetben publikálja két fuvolára (basszus nélkül) írt szonátáit, addigi műveinek legjobb válogatását:
Minthogy lassan egy éve már, hogy Párizsban játsszák tizenkét fuvolaszonátámat, amelyeket kézzel másoltak, a másolás során számos durva hibát ejtve, elhatároztam, hogy hozzáteszek még tizenkettőt és azokat magam fogom kiadni négy köteteben, melyek mindegyikében lesz három a régiekből és három az újakból. Ha a közönség kegyeibe fogadja ezt az első sorozatot, jön a folytatás.
Ez hát egy példás karrier indulása, a teljesen nyilvánvaló, nélkülözhetetlen protekcióval, amelyet persze pályatársai, Naudot, Braun, Blavet, Corrette vagy Leclair sem vonakodtak elfogadni. Boismortier az elismertség magas fokára jutott fel, és ennek véghezviteléhez csak ő maga kellett. Amint lehetőséget kapott a publikálásra, már az első művének előszavában egy csalárd dedikációval hódolt Andrezel vikomtjának, amelyet persze nem az igaz barátság jeleként kell értékelnünk. A nélkülözhetetlen tisztelgéseken túl, Boismortier egy sor verset is válogatott kiadványainak elejére, amelyek megnyerőbb köntösbe öltöztetik a személyét. Hízeleg a hölgyeknek, találkozik a párizsi előkelőség legjelesebbjeivel, legszebb aranyozott ruhájában látogatja a szalonokat, kedélyes ember, kellemes és jó társaság. Boismortier a zenei talentumát tetézte a költőivel, igazat kell adjunk Jean-Benjamin de Laborde-nak: „Scarron stílusában írt verseket, amelyek némelyike a társaságokban is kedvelt volt...”.

## Munkássága

### Hangszeres művei
Boismortier első műveit elsősorban fúvós hangszerekre, különösen pedig harántfuvolára írta, melyen maga is kiválóan játszott. Ezek illeszkednek Michel de La Barre és Jacques Martin Hotteterre duóinak sorába, ügyes ellenpontozással és felfokozott érzelmekkel, amely a hangok csodás egybefonódását eredményezi. Tekintettel van azonban az 1720-as évek Párizsában egyre erőteljesebb olasz hatásokra is. Kezdettől beilleszt egy-egy pasztorális és népszerű tételt, amelyet kedvel a nemesség és a polgárság, büszkén játszva azokat a szalonokban, válogatott társaság előtt, továbbá néhány szonátát és bensőséges hangulatú duót.

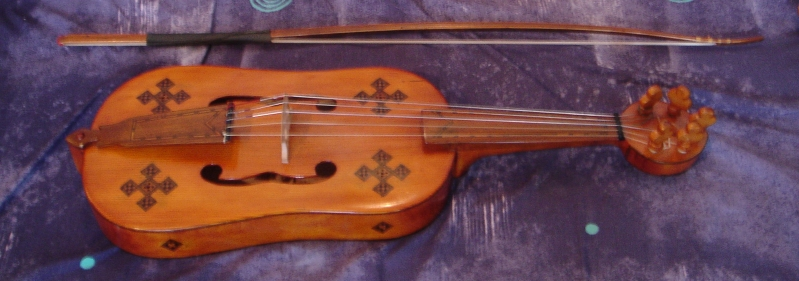
Egy vielle modern rekonstrukciója Hans Memling festményéből idézve

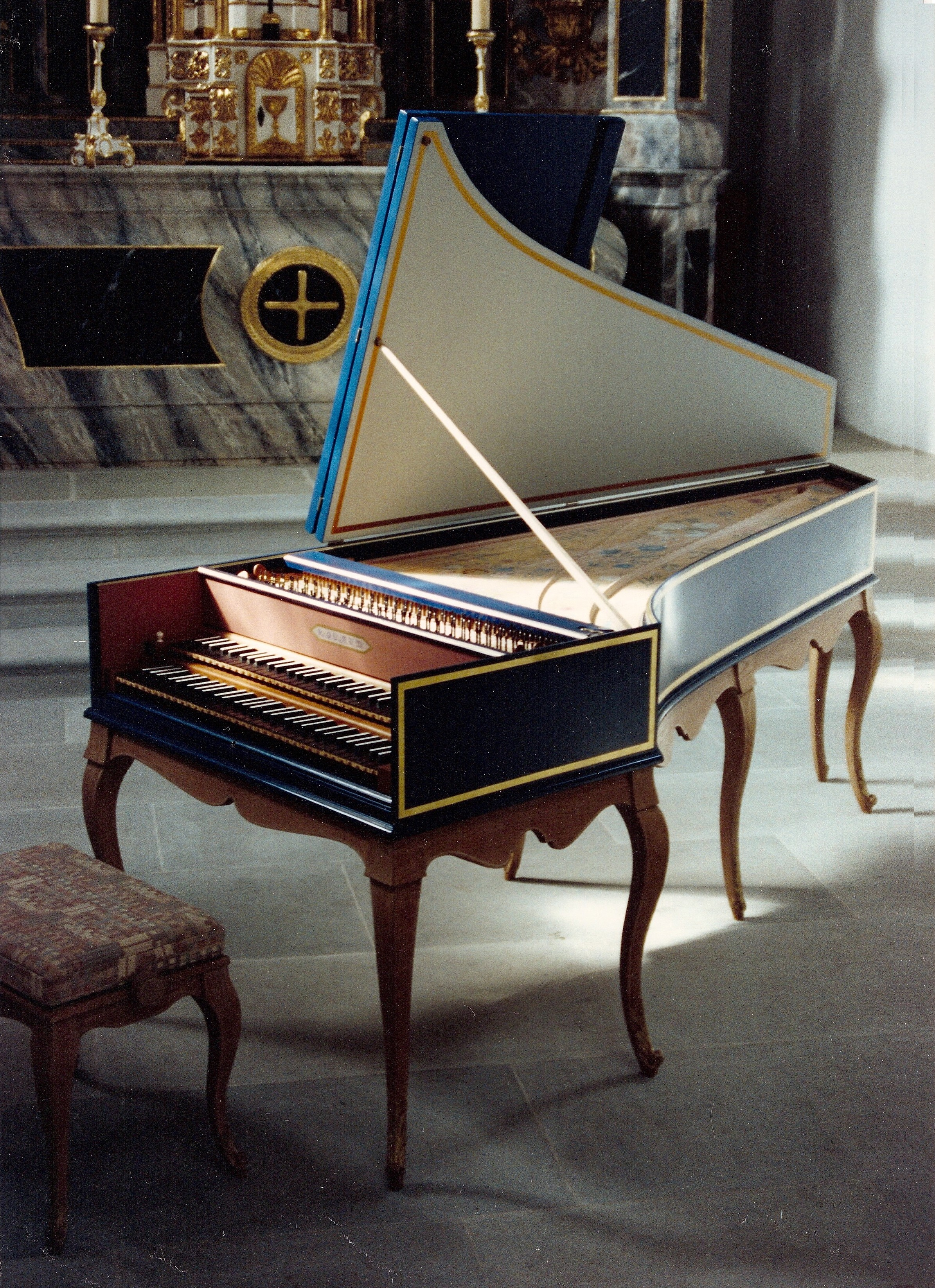
Francia stílusú clavecin, 1707-ből

„A mostani idők Párizsában a leginkább használatos hangszer a clavecin és a haránt- vagy német fuvola. A franciák manapság ezeken a hangszereken játszanak hasonlíthatatlan finomsággal.”
Innen ered Boismortier kereskedő szemlélete, előnyben részesítve a mennyiséget a minőséggel szemben, párosulva a fáradhatatlansággal. Idézzük ide ismét Laborde-ot:
„Boismortier olyan időben tűnt fel, amikor az emberek csak az egyszerű és igen könnyed muzsikát kedvelték. Ez az ügyes komponista elsősorban jó stílusérzékét kamatoztatta dalaiban és számtalan duójában, melyeket fuvolán, hegedűn, oboán, musette-en, vielle-en, stb. adtak elő... Ez igen sok kompozíciót jelent, de sajnos, a szerző tékozló volt a harmonikus enyelgésekben, jóllehet ezek némelyike finom csipkézettel volt díszítve. Annyira visszaélt számos vevőjének jóságával, hogy végül ezt mondták róla: az áldott Boismortier, akinek termékeny pennája fájdalom nélkül tud minden hónapban egy új művet szülni. Boismortier összes válasza e kritikákra ennyi volt: Pénzért dolgozom...”
Boismortier értékes barátságokat ápolt. Kapcsolatát a bordeaux-ból származó Pierre Saint-Sevinnel, a neves csellójátékossal és zeneszerzővel (akit Labbénak is neveztek) opus 26. művének bevezetője is tanúsítja: „Mivel én nem játszom elég jól csellón ahhoz, hogy ezeket a darabokat megítéljem, megkértem l'Abbé urat, aki e hangszer hírneves játékosa, hogy nézze át őket. Az ő jóváhagyása bátorított arra, hogy e műveket a publikum elé tárjam, élvezzék ők is e lépés előnyeit.”
Viola da gambára írt opus 31. műve igazi tisztelgés Marin Marais előtt. Ezt a darabot egy közeli barátja, a párizsi Louis de Caix d'Hervelois nézte át és korrigálta, akivel 1736-ban ugyanabban a házban lakott.
A művek közel 130 kompozíciót számláló katalógusában elegendő «arany flitter van, hogy aranyrúddá álljanak össze» (megint csak Laborde szerint). Az erősen versengő 18. században Boismortier erőssége az volt, hogy példaadó változatossággal komponált. Kevés hangszer „menekült meg” a tolla elől, és csaknem minden zenei formában alkotott. Műveinek katalógusában saját hangszere, a fuvola mellett egyaránt szerepelnek furulyára, oboára, musette-re (pikoló oboa), fagottra, hegedűre, csellóra, viola da gambára, tekerőlantra,  pardessus de viole-ra és clavecinre írt darabok. A zenei formák is változatosak: szvitek, szonáták, duók, triók, kvartettek, kvintettek és a legkülönfélébb concertók. A művészet és a megjelenítés páratlan fokára emelkedve, Bosimortier kiválóan keverte a hangszíneket és a hangzási módokat ezeken a zenei formákon belül.
A vokális muzsika a hangszereshez hasonló helyet foglalt el a munkásságában: komponált öt operát, hat kisebb és négy nagy motettát, két sorozat, négy-négy műből álló kantátát, egy cantatille (kis kantáta) gyűjteményt és – mindenek fölött – mintegy tizennégy kötetnyi dalt, egy vagy több énekhangra.

### Operák, balettek

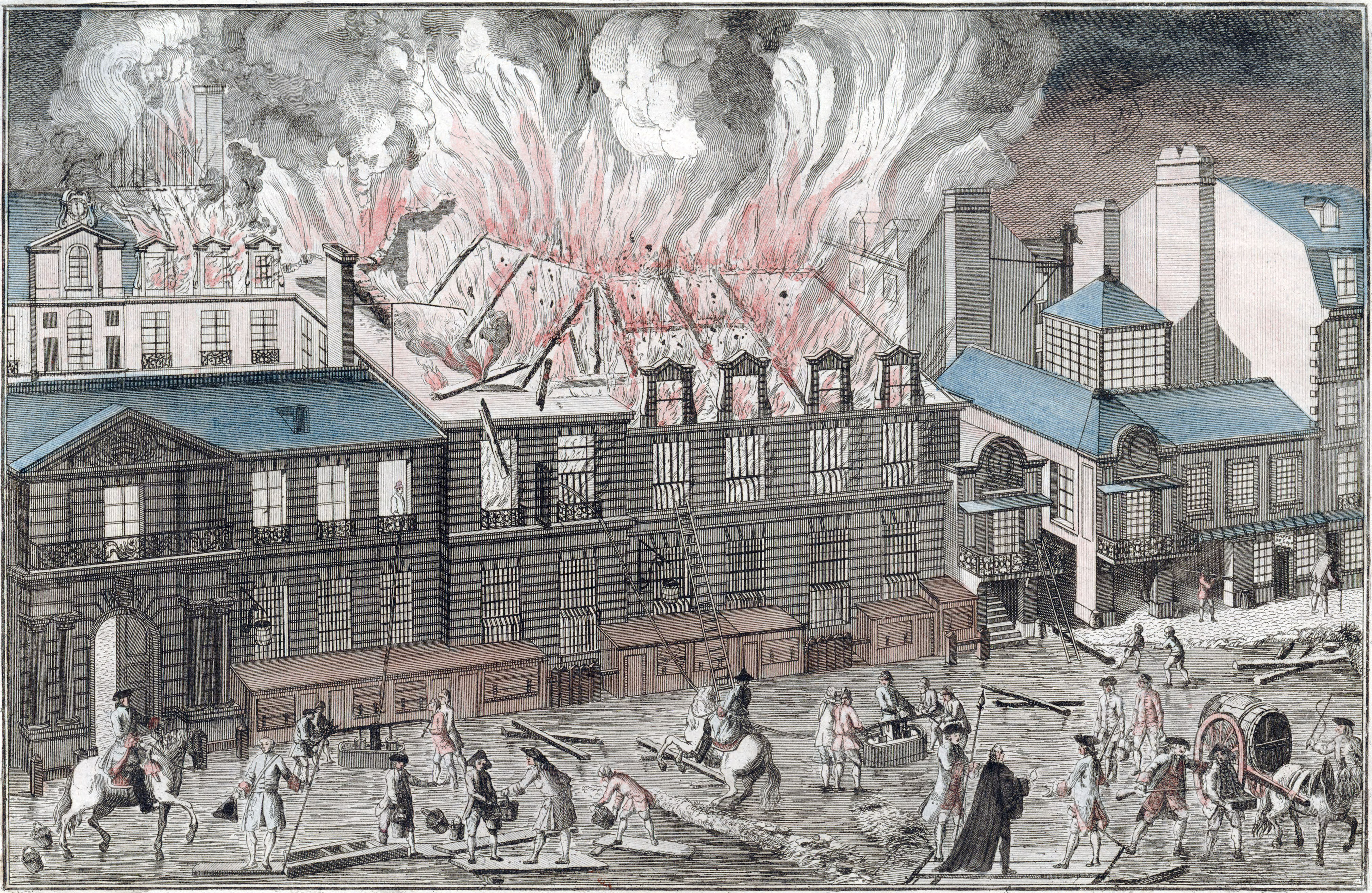
Az Académie Royale de Musique épületének pusztulása az 1763. április 6-i tűzvészben

1736-ban a még nagyobb ismertség érdekében támadást indított a párizsi Királyi Zeneakadémia (Académie Royale de Musique, a párizsi Opera elődje) ellen Voyages de l'amour című, Watteau stílusára emlékeztető hatalmas „freskójával”, egyenesen az igazgatónak dedikálva. A mű premierjére 1736. április 6-án került sor.
Boismortier látogatta a párizsi szalonokat, ismeretséget kötött Rameau-val, Mondonville-lel és az újítók sokaságával, ami arra késztette, hogy clavecinre írjon darabokat. Mi sem természetesebb, hogy kinyíltak előtte az 1725. március 17-én alapított hangversenyszervező intézmény, a Concert Spirituel ajtajai is. Számos művet jelentetett meg, köztük a nagy kórusra írt híres motettát (Fugit Nox, 1741. november 1.), amelyet több mint húsz éven át minden évben újranyomtattak, és amely szépen belevegyült a jellegzetes katalán karácsonyokba (San Josep fa bugada)
A L'Avant Coureur című periodika 1763. évfolyamában a kombináció és a szerkesztés mesterművének látja, míg a Journal de Musique 1770. évi számában így ír: Jó ízléssel és ügyesen vegyíti a karácsonyokat. A hatás kellemes, különösen, ha tekintetbe vesszük a mű keletkezésekor uralkodó zenei ízlést.
1743-ban sikert aratott a Don Quichotte chez la Duchesse komikus balett (valójában opera-balett) kiadásával, melynek librettóját Charles Simon Favart írta Cervantes műve alapján. Ebben a komédiában Sancho épp hogy megmenekül egy őrjöngő szörny elől, és egy képzeletbeli hercegné kertjében talál menedéket, ami számos zenetudóst csábított arra, hogy Maine hercegnéjét lássák a hölgyben, akinél Boismortier mintegy húsz évvel azelőtt csillogtatta képességeit...
A könnyed témákhoz való vonzódása magával hozta, hogy Bodin úr zenekarvezetőként is kamatoztatta a tehetségét a Foire Saint-Laurent színházban, 1744-ben, majd a Foire Saint-Germaine-ben, a következő évadban.
Végül a katalógus utolsó darabja a Daphnis et Chloé, pásztorjáték három felvonásban Pierre Laujon librettójára, melynek premierje 1747. szeptember 28-án volt és 1752. május 4-én állították újra színpadra, tizenkét előadás erejéig.
Boismortier egyetlen fennmaradt kézírásos levelében mondja el, hogy miért vonult vissza a zenei élettől:

„Egyik levelemben elmondtam Önnek, Monseigneur, hogy kiadni szándékozom a Quatre Parties du Monde-ot, le Roi költeményét, de az olaszok, akik átvették az Opera irányítását, nyugdíjaztak.”

1753 körül, visszavonult La Gâtinellerie nevű birtokára, amelyet néhány évvel korábban vásárolt meg. Itt is halt meg 1755-ben. Roissy-en-Brie templomának főhajójában van eltemetve. Felesége visszatért Párizsba, a Saint-Antoine utcába és eladta az ottani tulajdont. Leányai sikerrel folytatták édesapjuk műveinek újrakiadását, egészen 1771-ig. Ők a Rue Percée-ben laktak, szemben a Saint-Paul-Saint-Louis templommal.

## Főbb művei
- Les quatre saisons, kantáták (1724)
- Hat concerto öt fuvolára op. 15. (1727)
- Concerto csellóra, viola da gambára, vagy fagottra (1729)
- Les Voyages de l'Amour, opera-balett négy felvonásban, Charles-Antoine le Clerc de la Bruère (1716-1754) librettójára (1736)
- Cinquante-neuvième œuvre de M.Boismortier, contenant quatre suites de pièces de clavecin (Opus 59. Négy szvit clavecinre) (1736)
- Don Quichotte chez la Duchesse, komikus balett, Charles-Simon Favart (1710-1792) librettójára (1743)
- Daphnis et Chloé, pasztorál három részben, Pierre Laujon (1727-1811) szövegkönyve alapján (1747)
- Daphné, lírai tragédia (előadatlan[16]) (1748)
- Les quatre parties du monde (1752)
- Több sorozat Gentillesse,[17] (1731-től)
- Számos concerto és szonáta

## Fordítás
- Ez a szócikk részben vagy egészben  a   Joseph Bodin de Boismortier című francia Wikipédia-szócikk ezen változatának fordításán alapul.  Az eredeti cikk szerkesztőit annak laptörténete sorolja fel. Ez a jelzés csupán a megfogalmazás eredetét és a szerzői jogokat jelzi, nem szolgál a cikkben szereplő információk forrásmegjelöléseként.

## Diszkográfia válogatás
Hervé Niquet igen jelentős számú felvételt készített Boimortier műveiből:
- Ballets de Villages (2000), előadó: Le Concert Spirituel, Hervé Niquet irányításával (Naxos 554295)
- Motets avec Symphonies (1991) előadó: Le Concert Spirituel, Hervé Niquet irányításával (Accord 476 2509)
- Don Quichotte chez la Duchesse (1997) előadó: Le Concert Spirituel, Hervé Niquet irányításával (Naxos 8.553647)
- Daphnis & Chloe (2002) előadó: Le Concert Spirituel, Hervé Niquet irányításával (Glossa GCD 921605)
- Sonates Pour Basses (2005) előadó: Le Concert Spirituel, Hervé Niquet irányításával (Glossa GCD 921609)
- French Music for Two Harpsichords (2000) előadók: Hervé Niquet és Luc Beauséjour (Analekta 23079)

További lemezek:
- Sonates à deux flûtes traversières sans basse (2001) előadó: Stéphan Perreau és Benjamin Gaspon (Pierre Verany PV 700023)
- Sonatas for flute and harpsichord, op. 91 (1994) előadó: Rebecca Stuhr-Rommereim és John Stuhr-Rommereim (Centaur CRC 2265)
- Joseph Bodin de Boismortier: Six Suites, Op. 35 for Unaccompanied Flute (2008) előadó: Rebecca Stuhr-Rommereim (Lebende Music)
- Les Maisons de Plaisance (1999) előadó: Wieland Kuijken és Sigiswald Kuijken (Accent ACC 99132 D)
- Joseph Bodin de Boismortier: Sonatas for Flute and Harpsichord, Op. 91, előadó: American Baroque (Naxos 8.553414)